# 岸明日香
岸 明日香（きし あすか、1991年4月11日 - ）は、日本のタレント、グラビアアイドル、女優。大阪府堺市南区出身。スターダストプロモーション所属。

## 略歴
小・中学生の時はダンサーに憧れ、ダンスをしながらバレー部に所属。高校の三者面談で芸能界に入りますと宣言し、地元の大阪でキャンペーンガールを経て、2012年3月にASCHE（アッシュ）へ移籍。岸明日香として初のグラビアを飾る『週刊プレイボーイ』13号（3月12日発売号）にて芸能界デビュー。『ゴッドタン』の「飲み姿カワイイGP（グランプリ）3」（2014年）で酒を飲む姿がかわいいと評判を呼ぶ。
2013年、グリコ乳業のドロリッチガールズ2期生としてTVCM出演する。同年、ドラマ『東京トイボックス』にて初連ドラレギュラー出演。これを機にドラマ出演の機会を増やす。
2014年、初のソロ写真集を発売。『金曜★ロンドンハーツ』「淳が泊まってジャッジ！ホントはいい女GP」で田村淳から料理は1番と絶賛され、4位にランクイン。
2016年、『激! 今夜もドル箱!』MCに。サンドウィッチマンからバトンを引き継ぐ。同年より始まった『警視庁ゼロ係〜生活安全課なんでも相談室〜』にはシーズン1からレギュラー出演し続けている。
2017年、出演映画『インフォ・メン 獣の笑み、ゲスの涙』の主題歌でCDデビューする。
2018年6月1日付でオスカープロモーションに移籍。
2019年、「那須川天心に勝ったら1000万」にてリポーターを務めた。そのほか、RISEやKrushのゲスト実況などにも参加している。
2020年5月1日、オスカープロモーション退所を発表。フリーランスになる。
2021年4月1日付でスターダストプロモーション所属になることを自身のInstagramで報告。
同年4月19日、ランジェリー・ブランド、Reinest（レイネスト）のモデルに就任。
2022年3月14日、デビュー10周年で30歳のアニバーサリー写真集『Culmination（カルミネーション）』をスターダストピクチャーズより発売。予約殺到で発売前に重版が決定し、4月16日には発売記念イベントが開催された。

## 人物
- 本人いわく、チャームポイントは「大きな口」「お尻のほくろ」である[23]。
- 目標として安めぐみや磯山さやかを挙げ、彼女たちのような癒し系になりたい、と語っている[24]。
- 中学でBカップだった胸のサイズは、高校になると100cmになり、体育祭や水泳の授業は嫌だったと振り返る[10]。またデビュー時にHだったサイズは、プロフィールではGにして貰ったという[10]。そして胸ばかり注目されるが、自分のスタイルではお尻推しだったと話す[25]。
- 中3からバストが一気に成長して、周りからは“めっちゃパッド入れてるやろ”っていじられた。高校時代はコンプレックスで、隠すために髪の毛も腰まで伸ばしていたし、さらしを巻いたと振り返る[26]。
- 兄が1人いる[27]。
- 趣味はスポーツ観戦（格闘技、サッカー、フットサル、プロレス、車のレースなど）、一眼レフカメラ[28]。特技は料理、書道（七段）、歌。『#岸キッチン』でSNSに料理を掲載しており、レシピ本を出すのが目標と語っている。
- 犬を飼っている。犬の名前は「ぽんず」
- Instagramのフォロワーは約50万人。
- 安倍晋三首相が辞任を表明した翌日の2020年8月29日、自身のTwitter（現・X）で同じく潰瘍性大腸炎を患っていることを告白し、「高校の時からこの病とお付き合いさせてもらってますが 本当に、重症化すると大変な病気ですよ!」と訴えている[29][30]。今の症状は「良くなって」いるものの、「原因不明」で「ストレスで悪化しがち」だと語り、「良くはなるけど完治しない国に難病指定されてる病だよ。覚えてね」と周知を呼び掛けている[31][32]。
- DMで男性器を露出した画像を送られてくる事があるが、番組内で「ついまじまじ見てしまう」と性癖を暴露した事がある

## 出演

### テレビドラマ
- 走馬灯株式会社 第4話（2012年8月6日、TBS） - 里美 役
- 東京トイボックス（2013年10月 - 12月、テレビ東京） - 阿部茉莉 役
- 大東京トイボックス（2014年1月 - 3月、テレビ東京） - 阿部茉莉 役
- 鉄子の育て方 第1話（2014年4月7日、メ〜テレ） - 南田裕子 役
- 世にも奇妙な物語'14秋の特別編“未来ドロボウ”（2014年10月18日、フジテレビ） - エリカ 役
- 水曜ミステリー9 警視庁強行犯 樋口顕（2015年2月25日、テレビ東京） - ユカリ 役
- 警視庁ゼロ係〜生活安全課なんでも相談室〜（2016年1月 - 2月、テレビ東京） - 鮫島弥生 役[33][34]
  - 警視庁ゼロ係〜生活安全課なんでも相談室〜 SECOND SEASON（2017年7月 - 9月）[35]
  - 警視庁ゼロ係〜生活安全課なんでも相談室〜 THIRD SEASON（2018年7月 - 9月）
  - 警視庁ゼロ係〜生活安全課なんでも相談室〜 SEASON4（2019年7月 - 9月）
  - 警視庁ゼロ係〜生活安全課なんでも相談室〜 SEASON5（2021年4月 - ）
- 侠飯〜おとこめし〜 第7話（2016年9月3日、テレビ東京） - カオリ 役
- 銀と金 第7話 - 9話（2017年2月18日 - 3月4日、テレビ東京） - 三島明穂 役
- 月曜名作劇場 鑑識捜査官 亀田乃武夫臨場ファイル（2017年、TBS） - 祐実 役
- 闇の法執行人（2017年6月10日、9月2日、全6話、J:COMプレミアチャンネル） - 新人弁護士・秋川成美 役[36]
- ラブホの上野さん シーズン2 第3話（2017年10月26日、フジテレビ） - 松本真美 役
- フリンジマン〜愛人の作り方教えます〜（2017年10月 - 、テレビ東京） - 江口カオリ 役[37]
- 不能犯 第5話（2018年1月19日、dTVオリジナルドラマ） - 宮前香苗 役
- モブサイコ100 第5話（2018年2月15日、テレビ東京） - アケミ 役
- 大恋愛〜僕を忘れる君と（2018年10月12日 - 12月14日、TBS） - ちはる 役
- おふろやさん日和2 第2話、第8話（2020年1月12日・2月23日、V☆パラダイス） - 瀬波あかり 役（第2話） / 高橋志穂 役（第8話）
- 星新一の不思議な不思議な短編ドラマ「窓」（2022年6月21日、NHK BS4K・BSプレミアム） - カオル 役[38][39]
- CODE-願いの代償- 第6話（2023年8月6日、読売テレビ・日本テレビ） - タレント 役
- 旧車探して、地元めし 第10話（2023年10月21日、チャンネルNECO ） - 美女 役[40]
- こういうのがいい（2023年10月30日 - 12月18日、朝日放送テレビ） - 今下伊好 役[41]

### その他テレビ番組
- 激! 今夜もドル箱! - MC
- よじごじDays - 準レギュラー
- じっくり聞いタロウ - 準レギュラー
- 志村けんのバカ殿様
- 志村けんのだいじょうぶだぁ
- 志村軒
- あざとくて何が悪いの?（2020年4月17日、テレビ朝日） - ミサト（ミニドラマ）
- NEXT TRIP（2023年 - 2024年、BS12 トゥエルビ） - 旅人
  - 東京でおいしい韓国体験 前・後編（2023年7月13日・20日）[42][43]
  - フィリピン 過去と未来が出会うマニラ旅（2024年10月10日）[44]
  - フィリピン 南国の楽園セブ島と巨大リゾート（2024年10月17日）[45]

### インターネットテレビ
- AbemaWaveサタデーナイト（2016年7月23日 - 2017年7月1日、AbemaTV）
- 大久保酒場 - 準レギュラー
- ミッドナイト競輪 - レギュラー
- おぎやはぎのブステレビ - 準レギュラー
- エンジェル投資家に大金くださいと言ったらヤバイことになった - MC
- 全日本パリピ選手権（2018年5月30日 - 、AbemaTV）[46] - 審査員

### 映画
- Oh!透明人間 インビジブルガール登場!?（2014年） - 荒方美智留 役
- ハニー・フラッパーズ（2014年9月公開） - 菊川麻衣 役
- 紅破れ（タイトルを「仮面の姫 MASKED PRINCESS」から改める）（2014年11月公開）
- アイアンガール ULTIMATE WEAPON（2015年） - 花村見リア 役[47]
- 表と裏（2015年 - 2016年） - 桜木晴海 役
  - 表と裏 第1章（2015年3月公開）
  - 表と裏 第2章（2015年8月公開）
  - 表と裏 第3章（劇場未公開、DVD 2015年7月3日発売）
  - 表と裏 第4章（劇場未公開、DVD 2015年10月2日発売）
  - 表と裏 第5章（劇場未公開、DVD 2016年1月1日発売）
  - 表と裏 最終章（2016年2月公開）
- レジェンド 最凶覚醒 II（2015年9月公開）
- W〜二つの顔を持つ女たち〜（2015年12月公開） - 蜂谷奈菜 役
- フローレンスは眠る（2016年3月公開） - 瀬戸久美子 役[48]
- CONFLICT 〜最大の抗争〜（2016年5月公開） - ホストの女 役
- 探偵は、今夜も憂鬱な夢を見る。（2017年3月公開） - 沙織 役[49]
- インフォ・メン 獣の笑み、ゲスの涙（2017年12月公開） - ゆかり 役[50]
- チェリーボーイズ（2018年2月公開、東映） - コンビニ前の女性 役

### 配信ドラマ
- 欲望の街（2023年、U-NEXT独占配信） - 藤沢亜希（杉山法律事務所 アシスタント） 役
- プロ彼女の条件 芸能人と結婚したい女たち（2024年4月23日、BUMP）- 玲奈 役[51]

### CM
- グリコ乳業「Dororich（ドロリッチ）」のドロリッチガールズとして出演（2013年4月 - ）
- JINRO TRY!マッコリシリーズ TVCM「酎マッコリ」編
- スクウェア・エニックス 乖離性ミリオンアーサーTVCM（2015年10月 - ）
- 合同酒精 鍛高譚 webCM （2016年12月 - ）
- ORATTA 戦国アスカ TVCM （2017年9月 - ）
- 明治安田生命  webCM （2017年12月 - ）

### ミュージック・ビデオ
- 岸洋佑「パンダちゃん」（2020年）[52]
- 岸洋佑「ついてnothing」 (2023年)

### ネット
- 杏璃と明日香のまだ10時（2015年 - 、LoGiRL） ※毎週金曜日
- ナナイロ〜THURSDAY〜（2016年 - 、モデルプレスTV by ひかりTV） ※隔週木曜日
- 柴犬vs忍者 かくれんぼ（2016年12月14日 - ） - 合同酒精のしそ焼酎「鍛高譚」のプロモーション動画[53]

### イメージガール
- 大一商会 2013Daiichi - 企業イメージガール
- 2014年度 パチスロアンバサダー with S-Girls
- 2015年度 HEIWAキャンペーンガール

### モデル
- Reinest レイネスト（2021年4月19日 - 、株式会社dazzy） - ランジェリー・モデル[16][17]

### カタログ
- PEACH JOHN - モデル
  - PEACH JOHN Beauty 2014 Summer
  - PEACH JOHN Beauty（2014年 秋号）[54]
  - PEACH JOHN 2014 Winter vol.91（2014年11月12日）[55][56]

## 作品

### CD
- ずっと‥ね / 雪のVIRGIN ROAD （2017年11月22日、 アイエス・フィールド）

### DVD
- 恋ゆらら（2012年4月20日、ラインコミュニケーションズ）
- ミルキー・グラマー（2012年7月20日、竹書房）
- あすぷる（2012年10月24日、学研パブリッシング）
- FUKA-FUKA（2013年1月20日、ラインコミュニケーションズ）
- 恋ごころ（2013年4月24日、イーネット・フロンティア）
- ふわふわドロップス（2013年7月18日、ギルド）
- Kissing（2013年11月22日、竹書房）
- 香るあした（2014年3月20日、ラインコミュニケーションズ）[注釈 4]
- 俺の明日香（2014年7月25日、ワニブックス）
- Sweet Life（2014年10月23日、イーネット・フロンティア）
- Natural（2015年2月19日、ギルド）
- あすか日和（2015年6月25日、エアーコントロール）
- ふわふわふるる（2015年11月19日、ギルド）
- ADあすぽん（2016年5月27日、ワニブックス）
- やっぱり岸が好き♡（2019年4月20日、ラインコミュニケーションズ）

## 出版

### 写真集
- Asuka（2014年5月25日、ワニブックス、撮影：西田幸樹） ISBN 978-4-8470-4647-6
- Second Coming（2015年8月12日、ワニブックス、撮影：西條彰仁） ISBN 978-4-8470-4769-5
- 明日、愛の風香る。（2018年11月28日、ワニブックス、撮影：橋本雅司） ISBN 978-4847081798
- Culmination カルミネーション（2022年3月14日、SDP） ISBN 978-4-910528-12-0[57]

### デジタル写真集
- 週プレ PHOTO BOOK
  - アブノーマルショット（2014年7月28日、撮影：小塚毅之、集英社）[58]
  - A Hotel the Last Day of the Year（2015年2月27日、撮影：関根和弘、集英社）[59]
  - ベッドまでの距離。（2016年3月18日、撮影：西田幸樹、集英社）[60]
- 岸明日香「hokuro」週刊現代デジタル写真集（2019年9月13日、講談社）[61][62]
- SPA!デジタル写真集 岸明日香「ヴィーナス」（2022年4月8日、扶桑社）[63]

### トレーディングカード
- deepトレーディングカード『岸明日香 〜FIVE☆STAR〜』（2015年1月24日、ヒッツ）
- 岸明日香 〜2つめ〜（2016年7月16日、ヒッツ）
- 岸明日香 Vol.3（2020年2月29日、ヒッツ）
- 岸明日香 Vol.4（2021年1月23日、ヒッツ）[64]
- 岸明日香 Vol.5（2022年12月24日、ヒッツ）[65][66]